# 帽天窗䗩
帽天窗䗩（学名：Puncturella pileolus）是一個海螺物种，屬於裂螺科的海洋腹足纲软体动物。本物種屬於天窗䗩属，但過往本物種曾被分類到孔螺屬。

## 型態描述
本物種的螺殼長約2 mm 到 4.5 mm，比近似的高透孔螺（Cranopsis pelex）要小，就好像被壓細了一樣。

## 分佈
主要分布于中国大陆東中國海西部海域、菲律宾及朝鮮半島，常栖息在潮下带水深100-250米。

## 外部連結
- 維基物種上的相關：帽天窗䗩
- To Biodiversity Heritage Library (6 publications) （页面存档备份，存于）